# Hennenman
Hennenman ist eine Stadt in der südafrikanischen Provinz Freistaat. Sie liegt in der Lokalgemeinde Matjhabeng im Distrikt Lejweleputswa.

## Geographie
2011 hatte Hennenman 3793 Einwohner. Rund fünf Kilometer südöstlich liegt die Townshipsiedlung Phomolong mit 20.562 Einwohnern. Hennenman liegt in einem Goldabbaugebiet mit Zentrum Welkom.

## Geschichte
Der Ort entstand nach dem Bau des Bahnhofs Ventersburg Road; anfangs trug er diesen Namen. 1927 wurde er nach einem örtlichen Farmer aus dem 19. Jahrhundert, Petrus Hennenman, benannt. Nach dem Bau zweier Zementfabriken, wo der örtlichen Kalkstein genutzt werden konnte, wuchs der Ort. 1945 wurde eine niederländisch-reformierte Kirche errichtet. 1947 wurde Hennenman zur Gemeinde erhoben. Das Township Vergenoeg entstand rund fünf Kilometer von Hennenman entfernt, der Name (Afrikaans für „weit genug“) war zynisch gemeint. Später wurde der Name zu Phomolong (Sesotho für „Ort des Ausruhens“) geändert.

## Wirtschaft und Verkehr
Haupteinnahmequelle ist die Landwirtschaft, insbesondere Maisanbau.
Hennenman liegt an der R70, die unter anderem Odendaalsrus im Westen mit Ventersburg im Südosten verbindet. Eine weitere Fernstraße verbindet parallel zur Bahnstrecke Johannesburg–Bloemfontein Kroonstad im Nordosten über Hennenman mit Virginia im Südwesten. Der Bahnhof Hennenman wird im Güterverkehr bedient.